# Эр-Форс
Эр-Форс (англ. Air Force Island) — остров Канадского Арктического архипелага. В настоящее время остров необитаем (2012).

## География

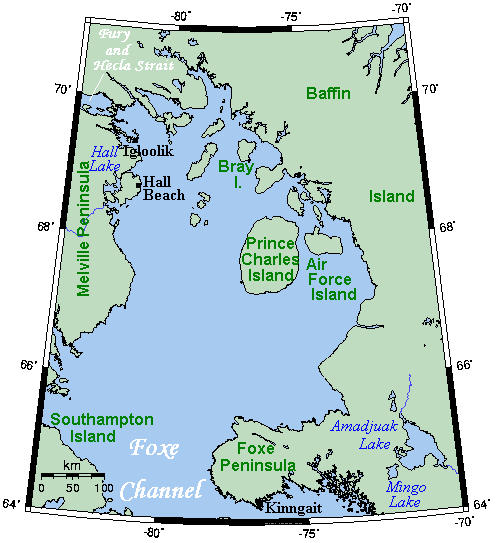
Карта острова Эр-Форс

Остров Эр-Форс расположен в северо-восточной части залива Фокс, близ юго-западного побережья острова Баффинова Земля и формирует южную границу бухты Уэрди. Минимальное расстояние до Баффиновой Земли составляет 20 км. Пролив Кокрам шириной 11 км отделяет остров от лежащего западнее крупного острова Принс-Чарльз. Площадь острова составляет 1720 км². Длина береговой линии 201 км.
Остров Эр-Форс имеет 62 км в длину (с востока на запад) и среднюю ширину около 30 км (с севера на юг). Рельеф острова низменный и редко превышает 20 метров над уровнем моря.